# NWA World Welterweight Championship

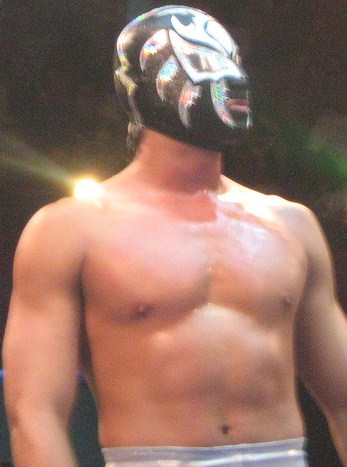
La Sombra, quincuagésimo sexto campeón.

El Campeonato Mundial de Peso Wélter de la NWA (NWA World Welterweight Championship en inglés) era un campeonato de lucha libre profesional de la National Wrestling Alliance. Este campeonato fue defendido en el Consejo Mundial de Lucha Libre hasta el 12 de agosto de 2010, cuando el CMLL creó el Campeonato Mundial Histórico de Peso Wélter de la NWA.

## Torneo por el título
El torneo de inició el 1 de marzo y la final se realizó el 15 de marzo de 1946 en la Arena Coliseo de la Ciudad de México.
|  | Cuartos de final | Cuartos de final     | Cuartos de final |              |   | Semifinales | Semifinales | Semifinales |          |          | Final | Final | Final |  |
|  |                  |                      |                  |              |   |             |             |             |          |          |       |       |       |  |
|  |                  |                      |                  |              |   |             |             |             |          |          |       |       |       |  |
|  | 1                | Ciclón Veloz         |                  |              |   |             |             |             |          |          |       |       |       |  |
|  | 1                | Ciclón Veloz         |                  |              |   |             |             |             |          |          |       |       |       |  |
|  | 8                | Jack O'Brien         | W                |              |   |             |             |             |          |          |       |       |       |  |
|  | 8                | Jack O'Brien         | W                | Jack O'Brien |   |             |             |             |          |          |       |       |       |  |
|  |                  |                      |                  |              |   |             |             |             |          |          |       |       |       |  |
|  |                  |                      | El Santo         | El Santo     | W |             |             |             |          |          |       |       |       |  |
|  | 5                | El Santo             | El Santo         | El Santo     | W | W           |             |             |          |          |       |       |       |  |
|  | 5                | El Santo             |                  |              |   |             |             |             |          |          |       |       |       |  |
|  | 4                | Murciélago Velázquez |                  |              |   |             |             |             |          |          |       |       |       |  |
|  | 4                | Murciélago Velázquez |                  |              |   |             |             |             | El Santo | El Santo | W     |       |       |  |
|  |                  |                      |                  |              |   |             |             |             | El Santo | El Santo | W     |       |       |  |
|  |                  |                      | Pete Pancoff     |              |   |             |             |             |          |          |       |       |       |  |
|  | 3                | Emilio Charles       | W                |              |   |             |             |             |          |          |       |       |       |  |
|  | 3                | Emilio Charles       | W                |              |   |             |             |             |          |          |       |       |       |  |
|  | 6                | Red Garner           |                  |              |   |             |             |             |          |          |       |       |       |  |
|  | 6                | Red Garner           | Emilio Charles   |              |   |             |             |             |          |          |       |       |       |  |
|  |                  |                      |                  |              |   |             |             |             |          |          |       |       |       |  |
|  |                  |                      | Pete Pancoff     | Pete Pancoff | W |             |             |             |          |          |       |       |       |  |
|  | 7                | Dientes Hernández    | Pete Pancoff     | Pete Pancoff | W |             |             |             |          |          |       |       |       |  |
|  | 7                | Dientes Hernández    |                  |              |   |             |             |             |          |          |       |       |       |  |
|  | 2                | Pete Pancoff         | W                |              |   |             |             |             |          |          |       |       |       |  |
|  | 2                | Pete Pancoff         | W                |              |   |             |             |             |          |          |       |       |       |  |
|  |                  |                      |                  |              |   |             |             |             |          |          |       |       |       |  |

## Campeón actual
El actual campeón es Cassandro, quien derrotó a Dr. Cerebro el 25 de junio de 2011 en The Roundhouse de Londres, Inglaterra. Cassandro se encuentra en su primer reinado.

## Lista de campeones
| Luchador:                            | Reinado N°: | Derrotó a:                                         | Fecha:                   | Lugar:                   |
| ------------------------------------ | ----------- | -------------------------------------------------- | ------------------------ | ------------------------ |
| NWA World Welterweight Championship  |             |                                                    |                          |                          |
| El Santo                             | 1           | Pete Pancoff                                       | 15 de marzo de 1946      | México, Distrito Federal |
| Jack O'Brien                         | 1           | El Santo                                           | 14 de febrero de 1947    | México, Distrito Federal |
| Gory Guerrero                        | 1           | Jack O'Brien                                       | 29 de abril de 1949      | México, Distrito Federal |
| Bobby Bonales                        | 1           | Gory Guerrero                                      | 11 de julio de 1951      | Desconocido              |
| El Santo                             | 2           | Bobby Bonales                                      | 26 de septiembre de 1952 | Desconocido              |
| Blue Demon                           | 1           | El Santo                                           | 25 de julio de 1953      | México, Distrito Federal |
| Karloff Lagarde                      | 1           | Blue Demon                                         | 31 de enero de 1958      | México, Distrito Federal |
| Huracán Ramírez                      | 1           | Karloff Lagarde                                    | 5 de agosto de 1965      | Cuernavaca, Morelos      |
| Karloff Lagarde                      | 2           | Huracán Ramírez                                    | 24 de septiembre de 1965 | México, Distrito Federal |
| Vento Castella                       | 1           | Karloff Lagarde                                    | 7 de mayo de 1967        | México, Distrito Federal |
| Karloff Lagarde                      | 3           | Vento Castella                                     | 3 de julio de 1967       | México, Distrito Federal |
| Alberto Muñoz                        | 1           | Karloff Lagarde                                    | 11 de julio de 1971      | México, Distrito Federal |
| Vacante                              | N/A         | Vacante por razones desconocidas.                  | 25 de octubre de 1973    | N/A                      |
| Mano Negra                           | 1           | Karloff Lagarde                                    | 14 de diciembre de 1973  | México, Distrito Federal |
| Blue Demon                           | 2           | Mano Negra                                         | 29 de junio de 1975      | México, Distrito Federal |
| Fishman                              | 1           | Blue Demon                                         | 9 de abril de 1976       | México, Distrito Federal |
| Mano Negra                           | 2           | Fishman                                            | 19 de noviembre de 1976  | México, Distrito Federal |
| Américo Rocca                        | 1           | Mano Negra                                         | 30 de abril de 1979      | México, Distrito Federal |
| Kato Kung Lee                        | 1           | Américo Rocca                                      | 19 de enero de 1980      | México, Distrito Federal |
| El Supremo                           | 1           | Kato Kung Lee                                      | 4 de mayo de 1980        | México, Distrito Federal |
| Lizmark                              | 1           | El Supremo                                         | 4 de junio de 1980       | Acapulco, Guerrero       |
| La Fiera                             | 1           | Lizmark                                            | 23 de octubre de 1981    | México, Distrito Federal |
| Américo Rocca                        | 2           | La Fiera                                           | 18 de julio de 1982      | Guadalajara, Jalisco     |
| Mocho Cota                           | 1           | Américo Rocca                                      | 27 de enero de 1984      | México, Distrito Federal |
| Chamaco Valaguez                     | 1           | Mocho Cota                                         | 26 de julio de 1984      | Cuernavaca, Morelos      |
| Vacante                              | N/A         | Cuando Chamaco Valaguez ganó el Título Medio NWA.  | 20 de julio de 1985      | N/A                      |
| El Dandy                             | 1           | Desconocido                                        | 17 de noviembre de 1985  | México, Distrito Federal |
| Javier Cruz                          | 1           | El Dandy                                           | 7 de abril de 1986       | Monterrey, Nuevo León    |
| El Dandy                             | 2           | Javier Cruz                                        | 24 de agosto de 1986     | Desconocido              |
| Américo Rocca                        | 3           | El Dandy                                           | 2 de noviembre de 1986   | México, Distrito Federal |
| Solar II                             | 1           | Américo Rocca                                      | 30 de junio de 1988      | Cuernavaca, Morelos      |
| Fuerza Guerrera                      | 1           | Solar II                                           | 4 de octubre de 1988     | México, Distrito Federal |
| Águila Solitaria                     | 1           | Fuerza Guerrera                                    | 2 de junio de 1989       | México, Distrito Federal |
| Fuerza Guerrera                      | 2           | Águila Solitaria                                   | 21 de septiembre de 1989 | Puebla, Puebla           |
| Misterioso                           | 1           | Fuerza Guerrera                                    | 8 de diciembre de 1991   | México, Distrito Federal |
| Vacante                              | N/A         | Cuando Misterioso se fue a la AAA.                 | 19 de junio de 1992      | N/A                      |
| Negro Casas                          | 1           | El Hijo del Santo                                  | 1 de diciembre de 1995   | México, Distrito Federal |
| J-Crown Octuple Unified Championship |             |                                                    |                          |                          |
| Shinjirō Ōtani                       | 1           | Negro Casas                                        | 3 de agosto de 1996      | Tokio, Japón             |
| Último Dragón                        | 1           | Shinjirō Ōtani                                     | 4 de agosto de 1996      | Tokio, Japón             |
| The Great Sasuke                     | 1           | Último Dragón                                      | 5 de agosto de 1996      | Tokio, Japón             |
| Último Dragón                        | 2           | The Great Sasuke                                   | 11 de octubre de 1996    | Osaka, Japón             |
| Jushin Liger                         | 1           | Último Dragón                                      | 4 de enero de 1997       | Tokio, Japón             |
| El Samurai                           | 1           | Jushin Liger                                       | 6 de julio de 1997       | Sapporo, Japón           |
| Shinjirō Ōtani                       | 2           | El Samurai                                         | 10 de agosto de 1997     | Nagoya, Japón            |
| Vacante                              | N/A         | Después de la separación del J-Crown.              | 5 de noviembre de 1997   | N/A                      |
| NWA World Welterweight Championship  |             |                                                    |                          |                          |
| Dragon Kid                           | 1           | Dr. Cerebro                                        | 6 de febrero de 1999     | Nagoya, Japón            |
| Judo Suwa                            | 1           | Dragon Kid                                         | 25 de abril de 1999      | Kawasaki, Japón          |
| Kenichiro Arai                       | 1           | Judo Suwa                                          | 22 de julio de 2000      | Tokio, Japón             |
| Vacante                              | N/A         | Después de la intervención de Susumu Mochizuki.    | 15 de diciembre de 2000  | N/A                      |
| Kenichiro Arai                       | 2           | Yasushi Kanda                                      | 29 de enero de 2001      | Tokio, Japón             |
| Susumu Mochizuki                     | 1           | Kenichiro Arai                                     | 27 de mayo de 2001       | Kōbe, Japón              |
| Ryō Saitō                            | 1           | Susumu Mochizuki                                   | 30 de septiembre de 2001 | Tokio, Japón             |
| Genki Horiguchi                      | 1           | Ryo Saitō                                          | 27 de abril de 2002      | Kōbe, Japón              |
| Vacante                              | N/A         | Después de una lucha contra Dragon Kid.            | 23 de junio de 2002      | N/A                      |
| Ricky Marvin                         | 1           | Súper Nova                                         | 7 de julio de 2002       | Kōbe, Japón              |
| Genki Horiguchi                      | 2           | Ricky Marvin                                       | 24 de julio de 2002      | Kumamoto, Japón          |
| Darkness Dragon                      | 1           | Genki Horiguchi                                    | 28 de julio de 2002      | Shimonoseki, Japón       |
| Vacante                              | N/A         | Después de una lesión de Darkness Dragon.          | 21 de marzo de 2003      | N/A                      |
| YOSSINO                              | 1           | Genki Horiguchi                                    | 22 de marzo de 2003      | Sapporo, Japón           |
| Vacante                              | N/A         | YOSSINO ganó el Título del Último Dragon Gym.      | 20 de junio de 2004      | N/A                      |
| Hajime Ohara                         | 1           | La Máscara                                         | 13 de mayo de 2006       | México, Distrito Federal |
| Súper Delfín                         | 1           | Hajime Ohara                                       | 21 de enero de 2007      | Osaka, Japón             |
| Hajime Ohara                         | 2           | Súper Delfín                                       | 10 de febrero de 2007    | Osaka, Japón             |
| La Sombra                            | 1           | Hajime Ohara                                       | 21 de noviembre de 2007  | México, Distrito Federal |
| Mephisto                             | 1           | La Sombra                                          | 28 de mayo de 2009       | Acapulco, Guerrero       |
| Vacante                              | N/A         | La NWA dejó de reconocer oficialmente este título. | 12 de agosto de 2010     | N/A                      |
| Cassandro                            | 1           | Dr. Cerebro                                        | 25 de junio de 2011      | Londres, Inglaterra      |

## Reinados más largos
| Luchador        | Días | Fecha en que ganó       | Fecha en que perdió   | Notas              |
| --------------- | ---- | ----------------------- | --------------------- | ------------------ |
| Karloff Lagarde | 2743 | 31 de enero de 1958     | 5 de agosto de 1965   | Su primer reinado  |
| Blue Demon      | 1651 | 25 de julio de 1953     | 31 de enero de 1958   | Su primer reinado  |
| Karloff Lagarde | 1469 | 3 de julio de 1967      | 11 de julio de 1971   | Su tercer reinado  |
| Mano Negra      | 892  | 19 de noviembre de 1976 | 30 de abril de 1979   | Su segundo reinado |
| Alberto Muñoz   | 837  | 11 de julio de 1971     | 25 de octubre de 1973 | Su primer reinado  |

## Mayor cantidad de reinados

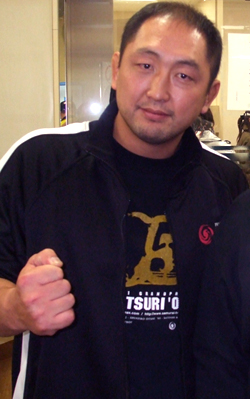
Shinjirō Ōtani, campeón más pesado y con el reinado más corto.

- 3 veces: Américo Rocca y Karloff Lagarde.
- 2 veces: Blue Demon, El Dandy, El Santo, Fuerza Guerrera, Genki Horiguchi, Hajime Ohara, Kenichiro Arai, Mano Negra, Shinjirō Ōtani y Último Dragón.

## Datos interesantes
- Reinado más largo: Karloff Lagarde, 2743 días.
- Reinado más corto: Shinjiro Otani y Último Dragón, 1 día.
- Campeón más viejo: Blue Demon, 53 años y 66 días.
- Campeón más joven: La Sombra, 18 años y 24 días.
- Campeón más pesado: Shinjirō Ōtani, 109 kg (240 lb).
- Campeón más liviano: Dragon Kid, 70 kg (154 lb).